# Analemmatische zonnewijzer

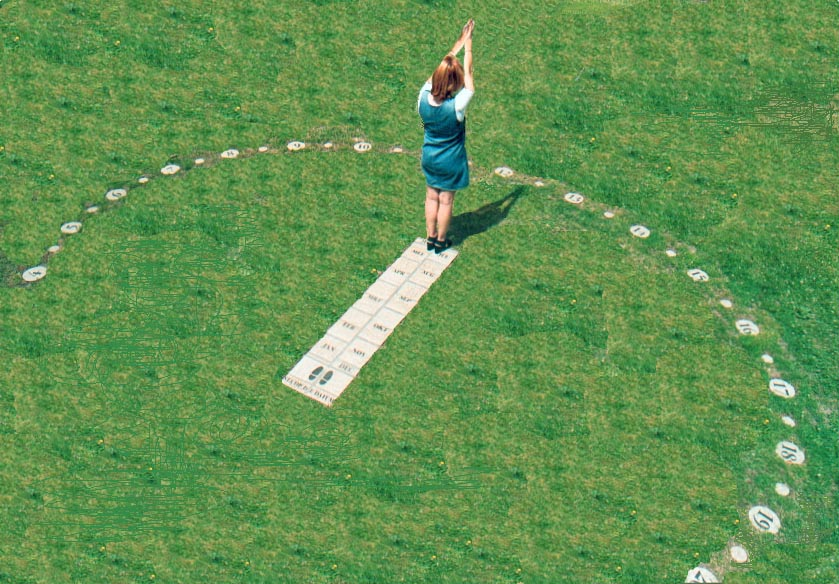
Zonnewijzer bij het stedelijk museum van Hasselt

De analemmatische zonnewijzer is een type zonnewijzer, meestal op de grond. 
Een eenvoudige zonnewijzer bestaat uit een verticale of schuine paal die een schaduw werpt op een ring waarop de uren staan vermeld. Zo'n zonnewijzer is verre van nauwkeurig. Bij een analemmatische zonnewijzer wordt de paal verplaatst. Op de grond staat dan ook een  datumschaal, een rechte lijn waarop de maanden (en dagen) zijn vermeld. Deze datumschaal is noord-zuid gericht.
De uuraanduidingen bevinden zich op een ellips. In het noordelijk halfrond staat de aanduiding voor 12 uur in het noorden, in het verlengde van de datumschaal. In het westen staat de aanduiding voor 6 uur en in het oosten die voor 18 uur.
De ellips is meer afgeplat naarmate de breedtegraad kleiner is. Op de pool vormt ze een cirkel, aan de evenaar is ze herleid tot een rechte lijn.
Om de tijd af te lezen ga je op de datumschaal staan, op de juiste datum. Je schaduw wijst dan het uur aan.
Dit is een geschikte zonnewijzer voor plaatsen waar niets in de weg mag staan, bijvoorbeeld op de speelplaats van een school.
Het woord 'analemmatisch' komt van het Grieks ana (van boven) en lemma (opname) en betekent dus opname van boven of bovenaanzicht. De analemmatische zonnewijzer is immers het bovenaanzicht van een sferische equatoriale zonnewijzer.

## Voorbeelden
- In de tuin van Het Stedelijk Museum Hasselt
- In de kruidentuin van de Abdij van Herkenrode
- Op het Marktplein in Geldermalsen

## Fotogalerij

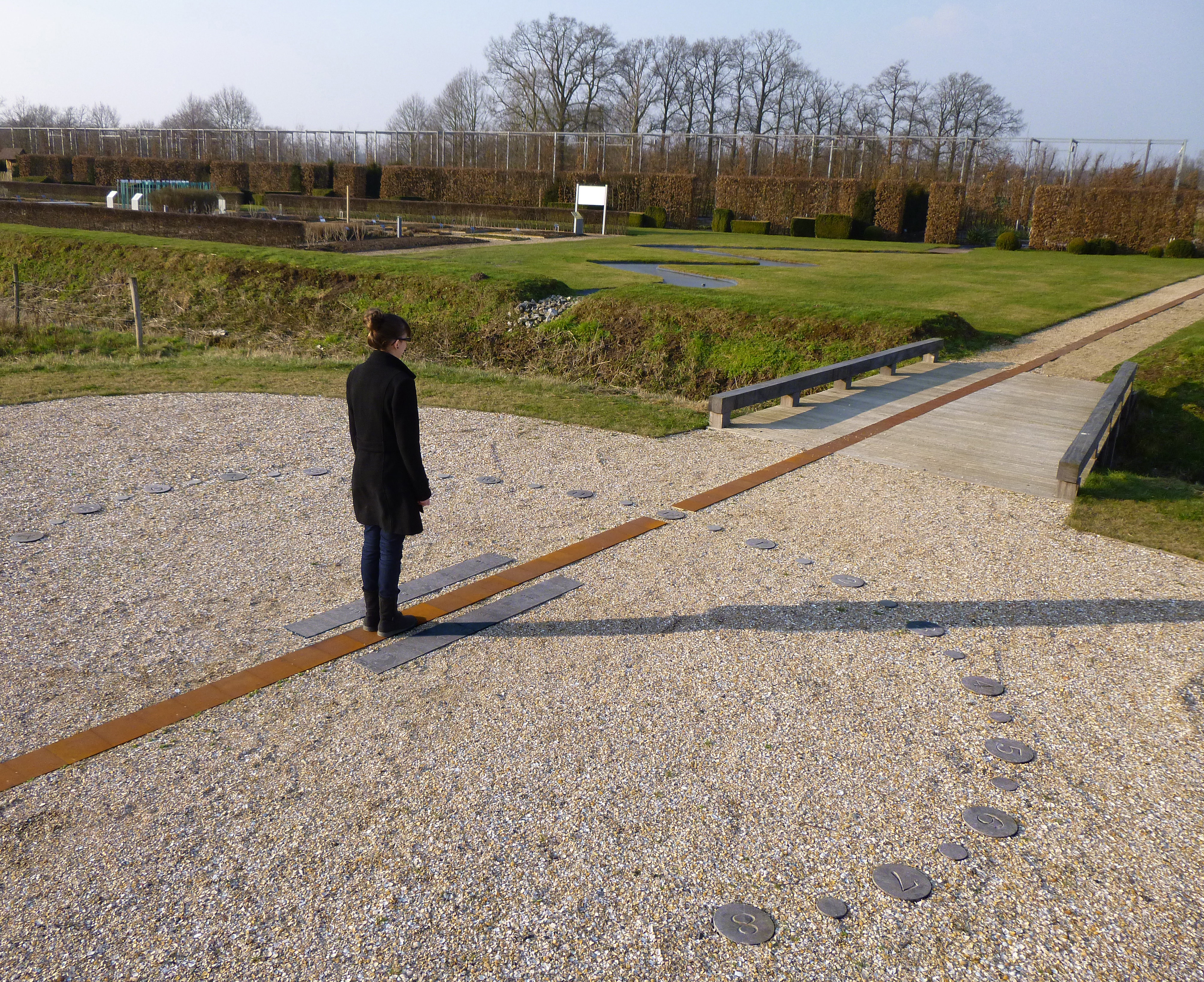
Herkenrode, België
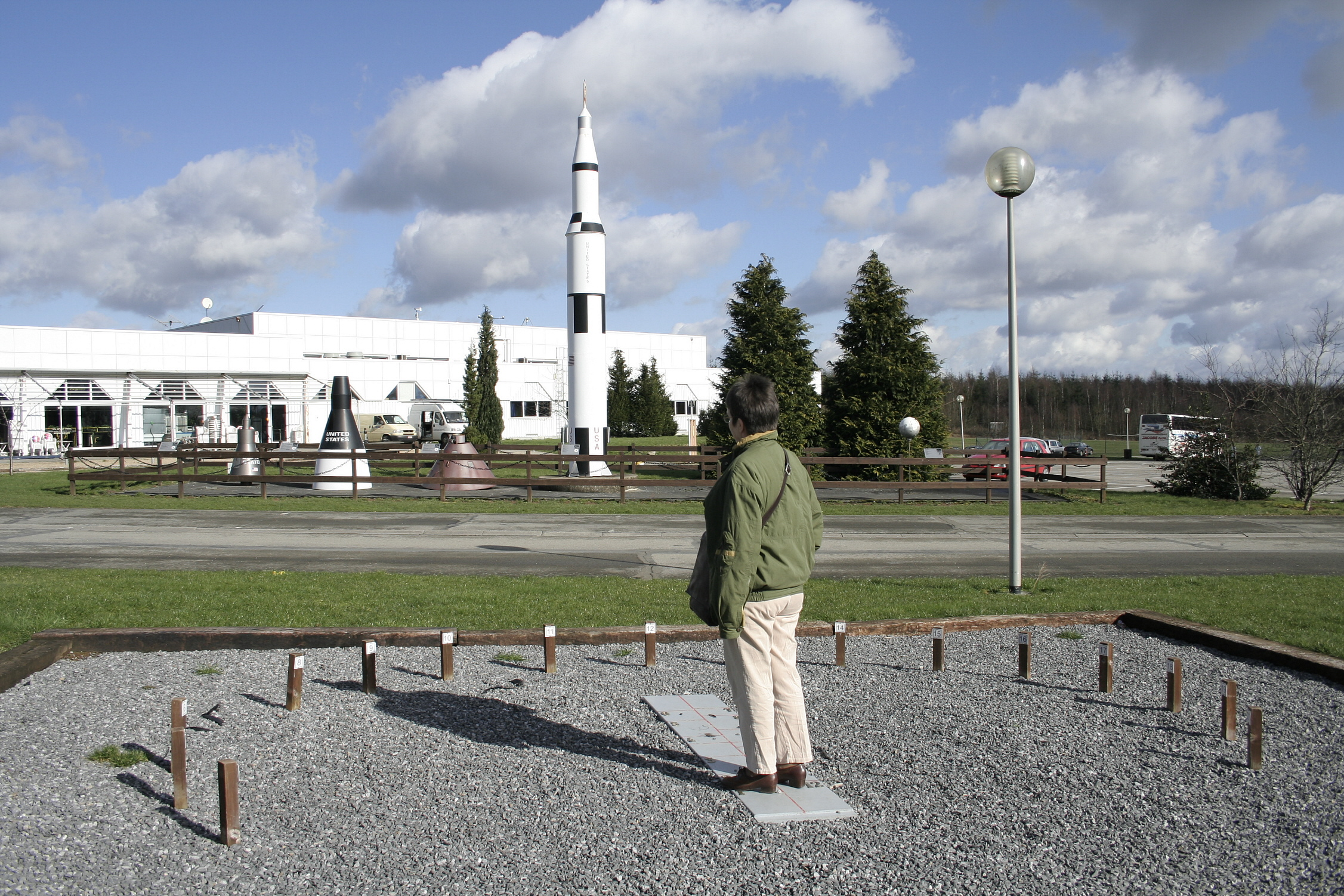
Eurospace Center, België
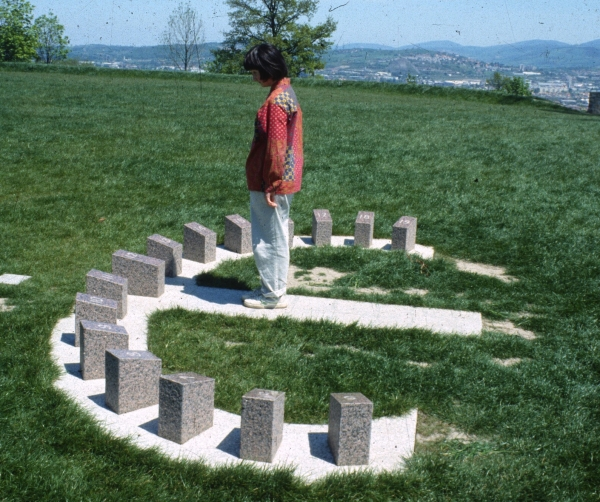
Saint-Étienne, Frankrijk
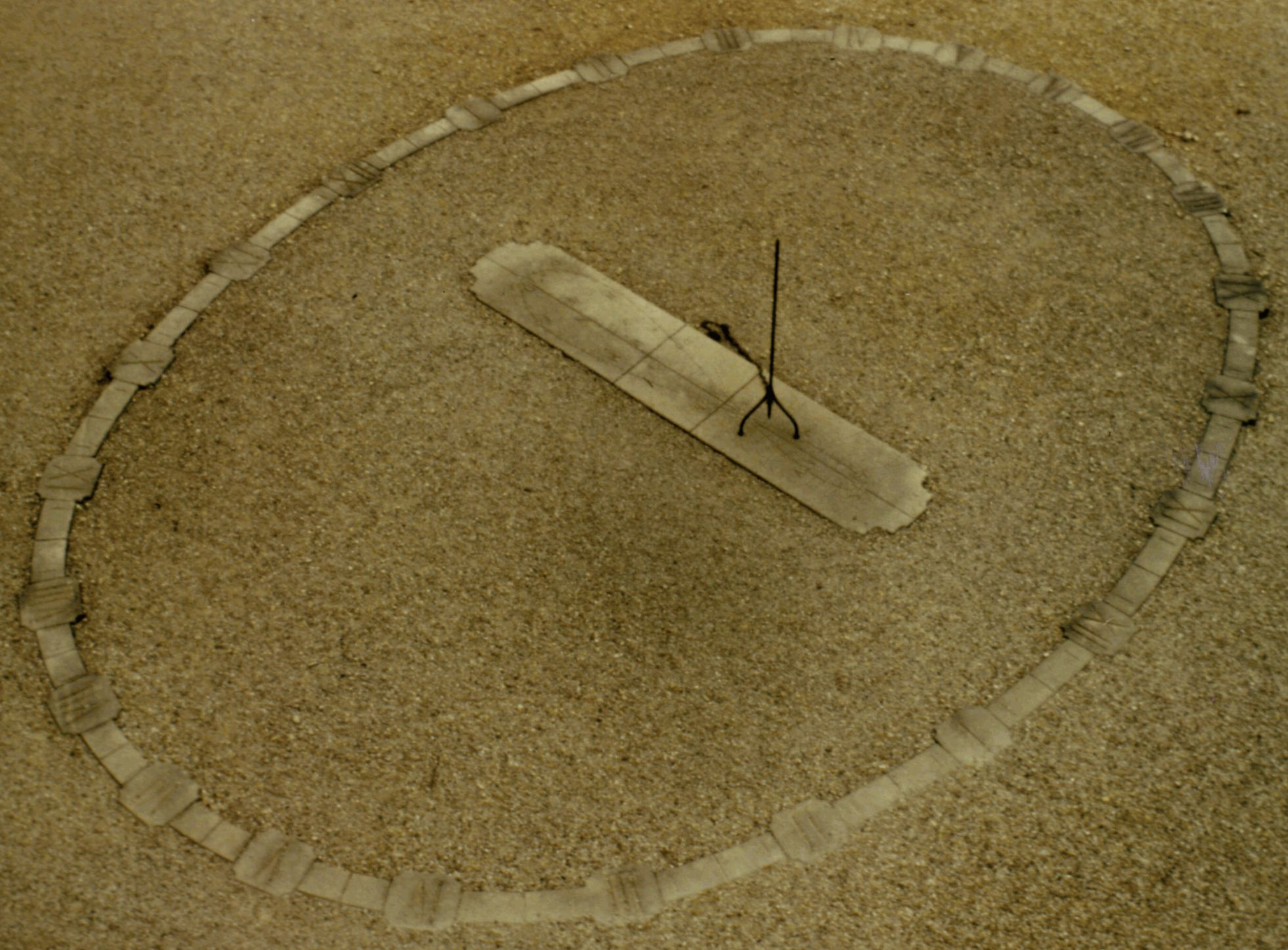
Historische zonnewijzer, Klooster Brou, Bourg-en-Bresse, Frankrijk